# سیارک ۵۹۸۷
سیارک ۵۹۸۷ (به انگلیسی: 5987 Liviogratton، نامگذاری:1975LQ) پنج هزار و نهصد و هشتاد و هفتمین سیارک کشف شده‌است که در ۶ ژوئن ۱۹۷۵ کشف شد.